# 小行星5599
小行星5599（英語：5599）是一颗围绕太阳公转的小行星。1991年9月29日，上田清二、金田宏在钏路市发现了此天体。
这颗小行星的绝对星等为196.8268013345503等。